# Ère Bunna
L'ère Bunna (文和), aussi romanisé en Bunwa, est une des ères du Japon (年号 nengō lit. « nom de l'année ») de la Cour du nord durant l'époque Nanboku-cho après l'ère Kan'ō et avant l'ère Enbun. Cette ère couvre la période allant du mois de septembre 1352 au mois de mars 1356. L'empereur siégeant à Kyoto est Go-Kōgon-tennō (後光厳天皇). Le rival à la Cour du Sud de Go-Kōgon durant cette même période est l'empereur Go-Murakami-tennō (後村上天皇).

## Contexte de l'ère Nanboku-chō

Les sièges impériaux durant l'époque Nanboku-chō sont relativement proches l'un de l'autre mais géographiquement distincts. Ils sont conventionnellement identifiés ainsi :
Capitale du nord : Kyoto
Capitale du sud : Yoshino.

Au cours de l'ère Meiji, un décret impérial daté du 3 mars 1911 établit que les monarques régnants légitimes de cette époque sont les descendants directs de l'empereur Go-Daigo par l'empereur Go-Murakami dont la Cour du Sud a été établie en exil dans le district de Yoshino, près de Nara.
Jusqu'à la fin de l'époque d'Edo, les empereurs usurpateurs (en supériorité militaire) et soutenus par le shogunat Ashikaga sont erronément inclus dans les chronologies impériales en dépit du fait incontestable que les insignes impériaux ne sont pas en leur possession.
Cette Cour du Nord illégitime est établie à Kyoto par Ashikaga Takauji.

## Changement d'ère
- 1352, aussi appelée Bunna gannen (文和元年?) : Le nom de la nouvelle ère est créé pour marquer l'accession au trône de l'empereur Go-Kōgon. L'ère précédente se termine quand commence la nouvelle, en Kannō 3[5].

Durant la même période, l'ère Shōhei (1346–1370) est le nengō équivalent pour la Cour du sud.

## Évènements de l'ère Bunna
- 1352 (Bunna 1, 11e mois) : Le grand-père de l'empereur est promu du rang de dainagon à celui de nadaijin[5].
- 1353 (Bunna 2) : Kyoto est occupée par les forces du sud commandées par Yamana Tokiuji et la capitale est reprise par les Ashikaga[6].
- 1354 (Bunna 3) : Takauji s'enfuit avec l'empereur Go-Kōgon; mort de Kitabatake Chikafusa[6].
- 1355 (Bunna 4) : Kyoto prise par l'armée du sud est regagnée par le forces des Ashikaga[6].

| Kan'ō     | 1re  | 2e   | 3e   | 4e   | 5e   |
| Grégorien | 1352 | 1353 | 1354 | 1355 | 1356 |